# Issam Bassou
Issam Bassou (10 ottobre 1998) è un judoka marocchino, medaglia d'oro ai Giochi panafricani di Rabat 2019 nella categoria fino a 60 kg.

## Palmarès
- Giochi panafricani

Rabat 2019: oro nei -60kg.
- Campionati africani

Tunisi 2018: oro nei -60kg.
- Campionati europei juniores

Il Cairo 2017: bronzo nei -60kg;
Sharm El Sheikh 2015: oro nei -55kg.